# Prosopis palmeri
Prosopis palmeri är en ärtväxtart som beskrevs av Sereno Watson. Prosopis palmeri ingår i släktet Prosopis och familjen ärtväxter. Inga underarter finns listade i Catalogue of Life.